# Stefano Saviozzi
Stefano Saviozzi (Pisa, 4 marzo 1975) è un ex rugbista a 15 italiano, in carriera tallonatore quattro volte campione d’Italia col Benetton ed internazionale per l'Italia.

## Biografia
Pisano di nascita, esordì in campionato con il Livorno, dal quale si trasferì nel 1995 per essere ingaggiato dal Benetton Treviso, squadra con la quale si segnalò a livello internazionale vincendo quattro titoli di campione d'Italia e disputando varie stagioni di Heineken Cup; in Nazionale esordì nel 1998 sotto la gestione tecnica di Georges Coste, e un anno dopo fece parte della selezione azzurra alla Coppa del Mondo di rugby 1999 in Galles.
Nel biennio 2001-03 fu al Parma, periodo durante il quale disputò anche la sua ultima gara internazionale durante le qualificazioni alla Coppa del Mondo di rugby 2003 (contro la Spagna). Nell'estate 2003 passò al Leonessa di Brescia; nel mentre, lo stesso anno si sposò con Mariateresa ed ebbe una figlia, Beatrice, nel luglio dello stesso anno.
Nel 2004 firmò per Viadana, club con cui giocò la sua ultima stagione di massima divisione. Nel 2005 fu ingaggiato dal San Marco (che nel 2009 assunse il nome di Rugby Mogliano), di Mogliano Veneto, in serie A, la seconda divisione.
Nel settembre del 2006 ebbe il secondo figlio, Alessandro.
Dopo sei stagioni al Mogliano, nel frattempo condotto in Eccellenza, a maggio 2011 Saviozzi annunciò il suo ritiro dalle competizioni.

## Palmarès
- Campionati italiani: 4
Benetton Treviso: 1996-97, 1997-1998, 1998-99, 2000-01
- Coppe Italia: 1
Benetton Treviso: 1997-98